# アナス・エガト
アナス・エガト・マウヌソン（デンマーク語: Anders Eggert Magnussen、1982年5月14日 - ）は、デンマークのハンドボール選手。現在スケアン・ハンドボル（Skjern Håndbold）に所属している。

## クラブチーム
以前、デンマークのGOGハンドボル（GOG）、ドイツのSGフレンスブルク＝ハンデウィト（SG Flensburg-Handewitt）でプレイしていた。SGフレンスブルク＝ハンデウィト在籍時の2013-14シーズンで、チームはEHFチャンピオンズリーグ優勝を果たしている。SGフレンスブルク＝ハンデウィト在籍11年間で、461試合に出場し、2531点をあげた。2011年には248点でハンドボール・ブンデスリーガ得点王になっている。

## ナショナルチーム
2003年にハンドボールデンマーク代表にデビューした。チームは、2012年セルビアで開催された欧州男子ハンドボール選手権でホスト国のセルビアに21-19で勝利した。 2011年には、スウェーデンで開かれた世界選手権大会で銀メダルを獲得したチームの一員だった。2013年世界男子ハンドボール選手権では、上位40名中最高の値となるシュート成功率86%で52点をあげ得点王となった。2018年8月時点で160試合に出場、581点はデンマーク代表歴代9位の記録である。この他、2012年のオリンピックにも出場しており、2016年も選出はされたがチームに参加はしなかった

## 賞
- EHFチャンピオンズリーグ :
  - 1 金メダル: 2014年
  - 2 銀メダル:2007年
- EHFカップ・ウィナーズカップ:
  - 1 金メダル:2012年
- ドイツハンドボール連盟杯:
  - 1 金メダル: 2015年
- ドイツスーパーカップ :
  - 1 金メダル:2015年
- ハンドボルド・リーガエン:
  - 1 金メダル:2004年
- デンマークハンドボールカップ:[5]
  - 1 金メダル:2003年、2005年

## 個人タイトル
- 世界男子ハンドボール選手権得点王:2013年[4]
- ハンドボール・ブンデスリーガ得点王: 2011年[3]